# Macula
Marco Aurélio dos Santos, mais conhecido como Macula (Rio de Janeiro, 22 de maio de 1968), é um ex-futebolista brasileiro que atuava como meio-campista.
Negro, alto, esguio e desengonçado, tinha como principais características em campo a habilidade e a velocidade. Macula chamava a atenção em campo e sua personalidade era tida como muito simpática, pois frequentemente era visto sorridente.
Após pendurar as chuteiras em 2000, criou uma escolinha para a garotada em Nova Iguaçu (RJ) e dois anos depois passou a estudar para virar técnico.

## Biografia
Antes de ser jogador de futebol, Macula era um menino órfão do subúrbio carioca que trabalhava como lavador de carros e gandula no Bangu.
Começou como gandula no Bangu (entre 1982 e 1986), convivendo com craques da época como Marinho, Arturzinho e Mário. Em entrevista ao UOL, ele confessou que retardava o reinício de partidas em que o time de Moça Bonita estivesse à frente no placar. De tanta malandragem que utilizava fora dos gramados, Macula foi proibido de atuar como gandula no Maracanã.
| “ | “Você já ouviu falar em treino para esconder a bola? Pois é, no Bangu tinha com o supervisor. Um apito dele e sumiam duas bolas. Aos 40 minutos do segundo tempo, só ficava a bola do jogo. Cansei de ser expulso pelos juizes por isso.” | ” |

Após mostrando certa habilidade, acabou sendo integrado à equipe do famoso bicheiro Castor de Andrade.
Por cinco temporadas foi um dos destaques do Bangu, o que o fez chegar até o  Fluminense. Depois, ele ainda passou por Vasco da Gama, Palmeiras, Vitória, Sampaio Corrêa, Vasco da Gama e Cianorte.
Em 1994 viveu sua melhor fase. Trazido do Bangu para completar o estrelado elenco alviverde, ele ajudou a equipe a conquistar o Campeonato Paulista de 1994, e marcou um importante gol (numa cobrança de falta) na Copa Libertadores da América de 1994, contra o Vélez Sarsfield. No Paulistao, na última partida do returno, contra o Corinthians, Macula se envolveu em uma confusão com Casagrande, e ambos foram expulsos.
Geminiano, carioca, Macula atualmente trabalha no mercado imobiliário. No entanto, ele demonstra vontade de voltar ao meio do futebol.
Apesar de ter feito quase toda a sua carreira no Bangu, o ex-jogador afirmou ao portal Pelé.Net que a melhor fase que já teve como jogador foi no Palmeiras, em 1994, porque se tratava de um grande time e conquistou o Campeonato Paulista daquele ano.
| “ | O time era praticamente uma seleção, joguei ao lado de jogadores como Edmundo, Evair e Zinho. Era uma grande equipe. Sem dúvida foi o melhor time em que joguei e a melhor fase da minha carreira, meu maior sucesso como profissional", garantiu | ” |

. No Vasco da Gama, passou despercebido como reserva, sendo muito pouco produtivo.

## Títulos
Vasco da Gama
- Copa Rio: 1992

Palmeiras
- Campeonato Paulista: 1994[8]